# 발 베틴

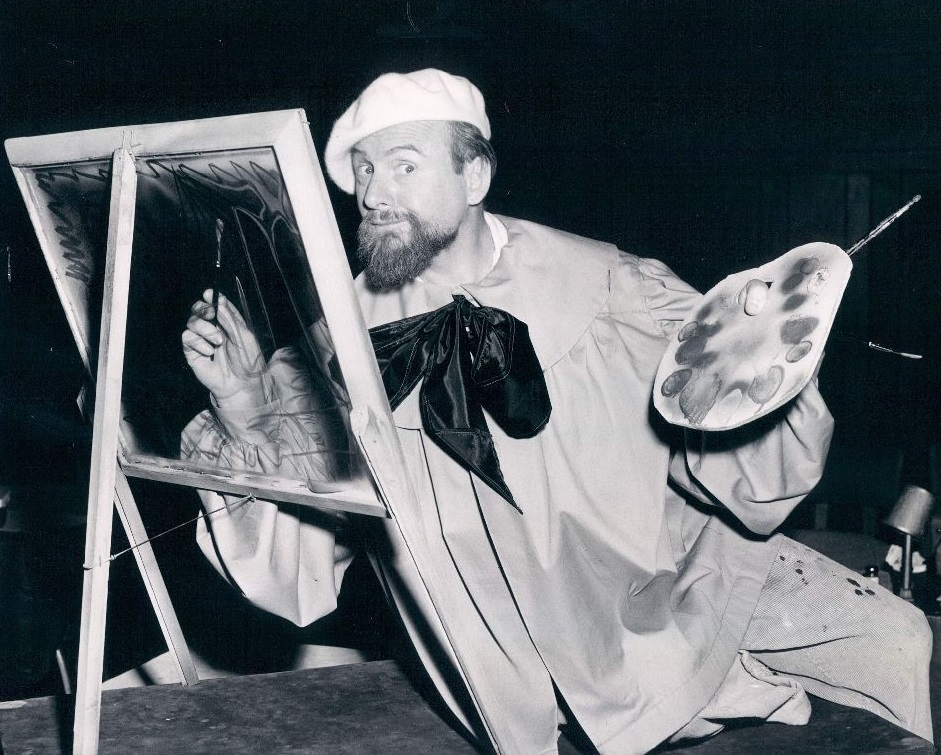

발 베틴(Val Bettin, 1923년 7월 8일 ~ 2021년 1월 7일)은 미국의 배우, 성우, 텔레비전 배우이다.
라크로스에서 태어났다.

## 영화
- 슈렉 (2001년)
- 알라딘 3 : 알라딘과 도적의 왕 (1996년)
- 어둠 속의 천사 (1996년)
- 알라딘 (1994년) - 술탄 역
- 알라딘 2 - 돌아온 자파 (1994년)
- 화려한 경쟁자 (1986년)
- 위대한 명탐정 바실 (1986년)
- 사랑의 은하수 (1980년)